# 5人目のビートルズ
5人目のビートルズ（5にんめのビートルズ）は、ビートルズの4人の正式メンバーに準じる立場にいる人物を指す呼称。
ビートルズは1962年のメジャー・デビューから1970年の解散まで、4人の正式メンバーしか在籍していない。だが、それ以外の人物がビートルズに直接或いは間接的に関わっている場合、ファン或いはマスコミによって「メンバーに準じる立場」と認められる場合がある。また、自称の場合もある。確認されているだけでも、以下の人物達が「5人目のビートルズ」と呼称された事があった。

## 元メンバー
ピート・ベスト
元ドラマー。1962年8月15日、メジャーデビューの直前に事実上解雇された。後任はリンゴ・スター。
スチュアート・サトクリフ
元ベーシスト。1962年のハンブルク巡業の後、画家になるため脱退した。後任はポール・マッカートニー（ギターからベースに転向）。

## スタッフ
ジョージ・マーティン
デビュー・シングルの「ラヴ・ミー・ドゥ」から、実質的なラスト・アルバムである「アビイ・ロード」までのプロデュースを務めた。クラシック系の楽器の使用方法に疎いメンバーに数多くの助言やサポートを行ったり、初期には自らピアノでレコーディングに参加するなど、メンバー以外でビートルズ音楽に最も影響を与えた人物とされている。2016年3月に死去した時には、その訃報にも5人目のビートルズという呼称が使われていた。また、ジョン・レノンの実子であるジュリアン・レノンも5人目のビートルズとしてジョージ・マーティンの名前を挙げている。
ブライアン・エプスタイン
1962年から1967年の死亡時までマネージャーを務めた。メジャー・デビューやアメリカでの成功はブライアンの功績が大きいとされている。また、実際にポール・マッカートニーは過去に「彼こそ5人目のビートルズだ」と述べている。

マル・エヴァンズ
ビートルズのローディーを長年にわたって務めた。
ニール・アスピノール
設立から2007年の退任まで長きに渡りアップル・コアの代表取締役として経営を行った。ジョージ・ハリスンが過去に5人目のビートルズとして名前を挙げたことがある。

デレク・テイラー（Derek Taylor）
ビートルズの広報を担当。「平和を我等に」にコーラスで参加している。ニール・アスピノールと同様に、ジョージ・ハリスンが過去に5人目のビートルズとして名前を挙げたことがある。
ジェフ・リン
エレクトリック・ライト・オーケストラ（ELO）のリーダーであり、自身は熱狂的なビートルズファン。音楽プロデューサーとしてジョージ・ハリスン、ポール・マッカートニー、リンゴ・スターのソロアルバムなどを手掛け、ビートルズの「フリー・アズ・ア・バード」、「リアル・ラヴ」にもプロデューサーとして参加した。また、ハリスンと共にトラベリング・ウィルベリーズのメンバーの一人である。

## セッション参加ミュージシャン

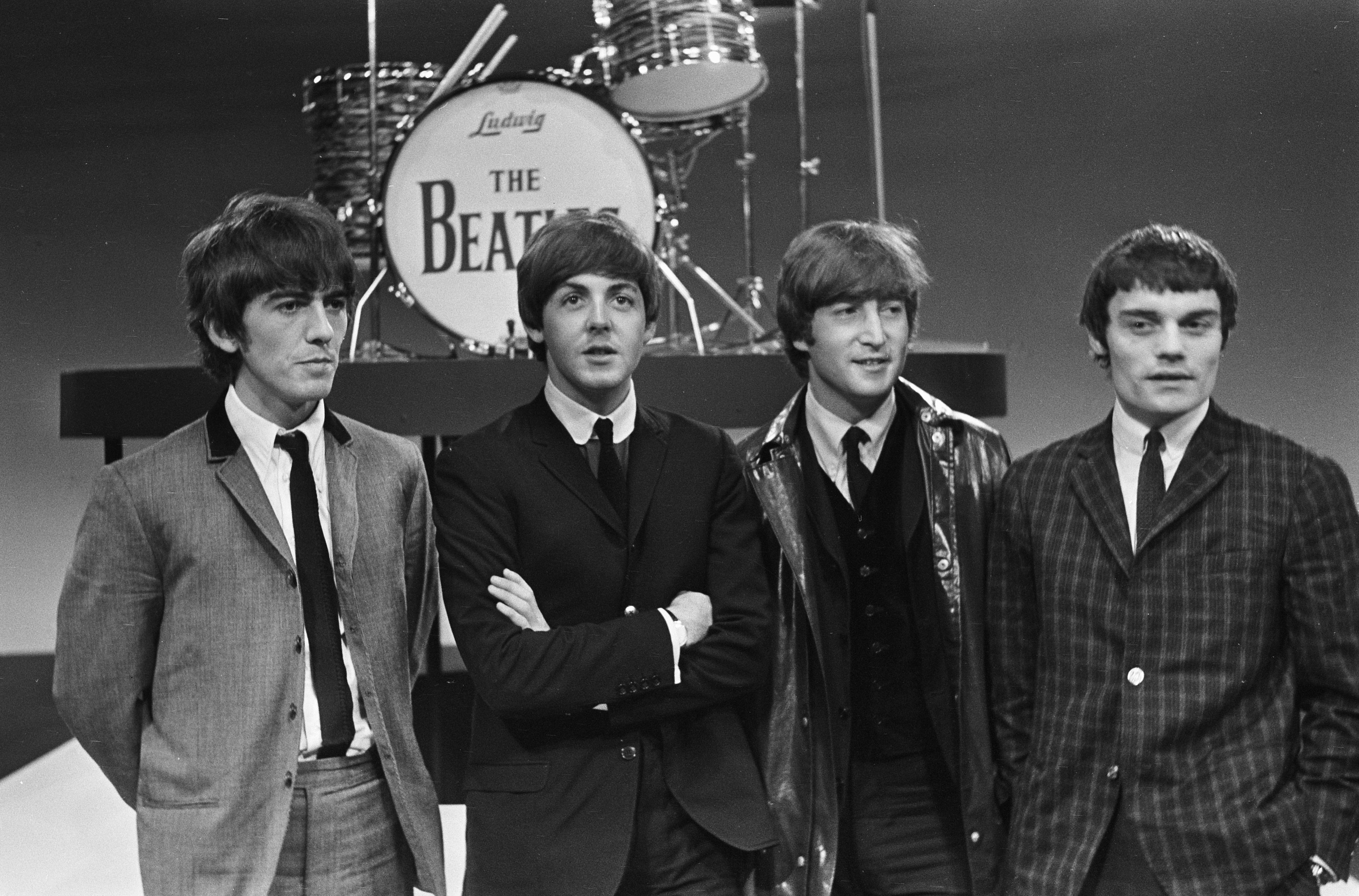
右端がジミー・ニコル（1964年6月）

トニー・シェリダン
無名時代のビートルズをバックに据えて録音したシングル盤を「トニー・シェリダンとザ・ビート・ブラザース」名義でリリースしている。
アンディ・ホワイト（Andy White）
デビュー曲「ラヴ・ミー・ドゥ」でリンゴ・スターのドラムに満足がいかなかったジョージ・マーティンが代わりにドラムを叩かせたセッション・ミュージシャン。
ジミー・ニコル（Jimmie Nicol）
イギリスのドラマー。1964年6月のツアーで扁桃炎で入院したリンゴ・スターの代役でドラムを担当した。その後ザ・スプートニクスに加入し、1966年にはスプートニクスの一員としてビートルズより一足早く来日している。周りから調子を聞かれたときの口癖「It's getting better（だんだん良くなってるよ）」がビートルズの楽曲「ゲッティング・ベター」のタイトルの由来となった。
エリック・クラプトン
「ホワイル・マイ・ギター・ジェントリー・ウィープス」のギター・ソロを担当。1969年1月にジョージ・ハリスンがバンドを一時的に脱退した際に、ジョン・レノンが代わりに加入させることを提案したことがある。ハリスンとは親友で、そのソロアルバムにたびたび参加している。
ビリー・プレストン
「ゲット・バック」におけるエレクトリック・ピアノの演奏などで有名。外部から招かれた演奏者としては、唯一公式にクレジットされたアーティストである。ブラック・ビートルと称されることもある。

## その他
ジョージ・ベスト
ビートルズと同時代に活躍したサッカー選手。華麗なプレーや甘いマスク、ファッションなどで非常に高い人気を博したことから、当時同じように人気のあったビートルズと掛けて5人目のビートルズやエル・ビートルと呼ばれるようになった。
マレー・ザ・K
アメリカのDJ。ビートルズが初めてアメリカに上陸した際に彼の番組に電話出演し、マレーは自ら「5人目のビートルズ」を名乗り積極的に彼らの楽曲を紹介した。
ビクター・スピネッティ
イギリス出身の俳優。ビートルズ主演の映画『ハード・デイズ・ナイト』『ヘルプ! 4人はアイドル』『マジカル・ミステリー・ツアー』に出演していた。
ウィリアム・キャンベル（William Stuart Campbell）
都市伝説「ポール・マッカートニー死亡説」において、「ポールの替え玉として選ばれた」とされるポールのそっくりさん。
ロイ・ヤング（Roy Young）
ピアニスト、ビートルズのデビュー前に正式なオファーがあったが、断っている。